# Mesogenea
Mesogenea là một chi bướm đêm thuộc họ Erebidae.